# Дикари на мотоциклах
«Дикари на мотоциклах» (англ.  The Cycle Savages) — боевик 1969 года с Брюсом Дерном в главной роли. 
Входит в число лучших 40 фильмов о байкерах всех времён и народов по мнению историка кино Джона Вули.

## Сюжет
Фильм начинается с показа едущих по улицам небольшого города клуба байкеров, которые останавливаются у кафе и начинают приставать к посетителям. За одним из столиков сидел художник Ромко, который начал рисовать байкеров. Их лидеру Кигу это не понравилось, так как байкеры имеют ряд преступлений на своем счету, а сам Киг занимается поставкой девушек для какого-то мафиози, который принуждает их к занятиям проституцией. На следующий день байкеры вломились к Ромко и изрезали ему живот. «Благодаря» этому происшествию, Ромко познакомился с соседкой по дому Леа. Общаясь с ней, он забывает о байкерах, но Киг не успокоивается: он уверен, что художник нарисует их портреты и пойдет в полицию. Вместе со своей бандой он решает лишить Ромко самого главного — кистей рук: так он не сможет рисовать, а бандиты окажутся безнаказанными и смогут продолжить терроризировать город.
Фильм полон штампов, характерных для «байкерских» фильмов второй половины 1960-х — начала 1970-х годов. Местные жители стараются не связываться с полицией и предпочитают молчать о преступлениях банды, а полицейские всё знают, но ничего не могут сделать, ибо не имеют доказательств. Сами байкеры показаны абсолютно в чёрном цвете, так как бесчинствуют и совершают преступления совершенно безо всякого страха и без всяких на то причин.

## В ролях
- Брюс Дерн — Киг
- Мэллоди Паттерсон — Леа
- Крис Робинсон — Ромко
- Мэрай Айрес — Сэнди
- Карен Кирал — Джейни
- Мик Меас — Боб
- Джэк Концал — бармен
- Уолтер Роблес — Том
- Джерри Тейлор — владелец магазина
- Дэниел Гафури — Марвин